# Anno von Sangershausen
Anno von Sangershausen (XIII secolo – 8 luglio 1273) è stato il settimo Gran Maestro dell’Ordine livoniano (1253-1256) e il decimo Gran Maestro dell'Ordine teutonico, in carica dal 1256 fino al 1273.

## Biografia
Come molte persone influenti dei primi tempi dell'Ordine teutonico in Prussia, anche Anno proveniva dalla Turingia ed era probabilmente appartenente a una nobile famiglia che prende il nome dalla città di Sangerhausen.
Della sua vita da cavaliere prima della nomina nel 1254 a Landmeister dell’Ordine di Livonia, non si conosce nulla. Nel suo incarico fu preceduto da Eberhard von Sayn, operante nel 1253 e nel 1254 ad interim al posto di Andreas von Felben, allontanato l'anno precedente dall’Ordine per via delle scelte politiche operate ritenute troppo "filo-lituane e lontane dai valori dei cavalieri livoniani".
Una delle sue prime attività nell'Ordine fu la partecipazione alla costruzione del castello di Memel. Con la città di Riga concluse un accordo di reciproca protezione nel 1255 e concesse agli abitanti i diritti cittadini già concessi nella vicina Kranjersee. Prese poi parte alla conquista della Sambia nel 1256. Nello stesso anno, von Sangerhausen fu eletto Gran Maestro dell'Ordine Teutonico subentrando all'abdicante Poppo von Osterna. Continuò ad essere il Gran Maestro dell’Ordine di Livonia per un altro anno, poiché nel 1257 preferì lasciare l’incarico a Burkhard von Hornhausen.
Durante il suo mandato, fu fondata nel 1255 Königsberg e sconfitta una ribellione dei pruzzi nel 1272. Von Sangerhausen effettuò un rimpasto inserendo nuovi comandanti e promuovendo l'insediamento dei tedeschi nei territori conquistati. Viaggiò svariate volte in Europa, incontrando pure diverso Papi. Si recò personalmente a Roma per convincerli a sostenere le operazioni dell'Ordine teutonico nello Stato monastico; in particolare, con Urbano IV chiese e ottenne l'indulgenza per i crociati operanti in Prussia, ottenendola anche dal suo successore Clemente IV. Il cavaliere tedesco presentò inoltre un progetto per una campagna militare per espandere ulteriormente i possedimenti in Prussia e Livonia. Dato che la sede dell'Ordine teutonico era ancora ad Acri in Terra santa, il Gran Maestro dovette occuparsi anche di questioni che avevano ben poco a che fare con quelle affrontate negli attuali Paesi baltici. Si ha testimonianza di un'intesa raggiunta da Anno von Sangerhausen nel 1271 con il Regno armeno di Cilicia.
Morì l'8 luglio 1273 mentre era in viaggio per rientrare in Germania dall’est.